# Сартак-кан
Сартак-кан (умро 1257.) је био кан Плаве хорде, самим тим сизерен Беле хорде и поглавар Златне хорде (Џучијевог улуса) (1256—1257), монголског каната са центром у Русији, из династије Борџигин. Био је син Бату-кана, сина Џучија, најстаријег сина Џингис-кана.
Доба његове владавине, прво у неку руку као очевог савладара, а затим и самосталне владавине обележила је борба клике окупљене око њега и његове мајке Боракчин-катун са другим Џучијевим потомцима за превласт у Златној хорди условљена недовољно одређеним системом наслеђивања у истој. Иако формално део јединственог Монголског царства, Златна хорда је у то време већ постала изузетно значајан чинилац у југоисточној Европи. О томе сведочи дипломатска мисија француског племића Балдуина од Еноа са циљем склапања савеза између Латинског царства и Монгола. Упркос томе, током Батуове и Сартакове владавине, унутрашње прилике у Монголском царству и организација управног апарата у црноморским степама представљале су приоритет у деловању татарске елите, а тек онда су на ред долазила нова освајања.
Сартак је једини кан Златне хорде који је био хришћанин, што је подстакло често слање дипломатских мисија из Европе ка њему, међу којима су најпознатије већ поменута мисија Балдуина од Еноа и мисија Виљема де Рубрука.

## Порекло и очев савладар
Био је најстарији син Бату-кана, сина Џучија, најстаријег сина Џингис-кана, и његове прве супруге Боракчин-катун. Сартак је последњих неколико година владавине свог оца уживао је изузетна овлашћења, имајући право да преговара са околним земљама, можда због Батуове заузетости на истоку, а можда и услед очеве болести. Вероватно се преузимање тог великог удела у власти десило 1249. год, јер се од те године, када је Сартак поставио Глеба Васиљковича за белоозерског кнеза, у руским летописима редовно помиње да су руски кнежеви ишли на поклоњење Батуовом сину.

### Мисија Балдуина од Еноа
Између 1249. и 1252. год. француски племић Балдуин од Еноа, делегат Латинског царства у Константинопољу и кумански зет, покушавајући да успостави тешње везе са Златном хордом и обезбеди њену подршку у борби против Никејског царства, посећује Сартака. Балдуин је потом предузео путовање у Монголију. Није оставио белешке о свом подухвату, остао запамћен једино захваљујући пар узгредних напомена, присутних у делу Виљема де Рубрука, следећег путника на исток, који је из Константинопоља кренуо стопама свог претходника на двор великог кана Мoнгкеа неколико година касније.
Постоје наговештаји који указују на то да је мисија Балдуина од Еноа постигла успех, као и да је довела до успостављања дипломатских односа између Латинског царства и Златне хорде. О томе најпре сведоче препоруке цара Балдуина II које је Рубрук носио са собом приликом пута у црноморске степе. Оне су Фламанцу обезбедиле слободан пролазак кроз територије северно од Крима које су припадале татарском заповеднику Скататају. Други показатељ њеног повољног исхода осликан је у отварању трговачког пута из Константинопоља у Златну хорду, који су касније користили млетачки трговци Матео и Николо Поло. Успостављање блиских веза са Татарима сведочи о виталности дипломатије Латинског царства у последњим годинама његовог постојања. Ова епизода није поправила његов међународни положај, нити је могла да спречи пад Константинопоља у руке Никеје 1261. године. Међутим, подухват Балдуина од Еноа постао је и поред тога важан преседан за сличан стратешки потез две деценије касније, када је византијски цар Михаило VIII Палеолог одлучио да склопи савез са Ногајем.

### Мисија Виљема де Рубрука
Осим што садржи вести о путовању свог претходника, Рубруков извештај и у пуној мери показује опсег татарске сфере утицаја у региону. Према његовим речима:
Од ушћа Танаиса на запад, до Дунава, све је њиховом, штавише и преко Дунава ка Константинопољу: Влашка која је Асенова земља и Мала Бугарска, све до Склавоније, сви они им плаћају данак и осим установљеног данка до недавно су сакупљали од сваке куће једну секиру и сво гвожђе које би набавили у полугама.
Рубрук је указао и да је бугарски цар Михаило II Асен, који је још увек дечак, исцрпљен службом Тартарима.
Фламанац о Сартаку говори следеће:
Што се тиче Сартака, да ли верује у Христа или не, не знам. Знам да он не жели да се назива хришћанином, већ ми се чини да се руга хришћанима. Јер он се налази на путу хришћана: Рутена, Влаха, Бугара из Мале Бугарске, Солдајаца, Черкеза и Алана који сви пролазе преко његове земље када иду на двор његовог оца носећи му дарове да их још више пригрли.
Према томе, представници вазалних народа посећивали су, поред још увек живог кана, и Сартака, носећи трибут као знак признавања татарске врховне власти.

### Сартак и хришћанство
Својим исповедањем хришћанске вере, по свему судећи у њеном несторијанском виду, Сартак се разликовао од већине других монголских првака. Његов савременик јерменски историчар Киракос из Ганџе преноси да га је у том духу одгајила његова дојиља, да је био крштен од стране сиријских свештеника и да је редовно пружао подршку јерменској цркви. Још један јерменски историчар овог периода Вардан Велики (јерм. Վարդան Արևելցի), приписује му у заслугу спасење многих хришћана јерменског и других народа. Сиријски писац Григорије Абулфарац, такође савременик Сартака, отишао је корак даље, додајући да је кан био посвећен за ђакона.
У Сартака је велике наде полагао и Виљем де Рубрук. Оне су биле надахнуте претходним сусретом латинског племића Балдуина од Еноа са монголским принцем, као и лепим речима које је православни епископ у Солдаји изрекао фламанском путнику о Батуовом сину. Међутим, Рубрук је доживео горко разочарање када се испоставило да Сартаку није било толико стало до Библије или псалтира, колико до вредних поклона и указивања поштовања према његовој власти. Разлике у верским погледима Монгола и западњака биле су исувише дубоке и један принчев човек је Рубруку на њих сликовито указао:
Немојте говорити да је наш господар хришћанин. Он није хришћанин, већ Монгол.
Недуго затим, Сартак је привукао велику пажњу и црквених кругова у Риму. У Италију је 1254. године допутовао Јерменин Јован, његов наводни изасланик и лични исповедник. Није утврђено да ли је он био само авантуриста или аутентични монголски представник. Ипак, папа Иноћентије IV га је примио са дужним почастима и упутио је његовом господару подуже писмо у коме му је честитао на примању хришћанске вере. Упркос томе што у свом деловању није одступао од уобичајеног начела трпељивости према свим религијама, Сартакове личне верске склоности пружиле су снажан подстрек надама да ће Монголи у једном тренутку постати део хришћанске васељене.

### Однос према вазалима
По руским летописима, Сартак се током 1251/52. године умешао и у унутрашње руске прилике. Он је даровао великокнежевски престо свом савезнику Александру Невском и послао је војску на челу са заповедником Неврујем да сузбије његовог брата Андреја. Судећи по томе што је остао запамћен у лепом светлу у грузијској, јерменској, па чак и у руској традицији, Сартаков однос према хришћанским земљама вероватно је био више благонаклон него што је то било у случају његовог оца.
Тиме би се можда могло објаснити укидање ванредног намета у металима и оруђу који је у Бугарској био сакупљан до недавно, односно у време које је непосредно претходило Рубруковом путовању. Могуће је да је убирање овог данка уследило као последица неких ванредних околности, што би вероватно била Батуова припрема за рат против Гујука. Слична реквизиција била је 1255. године једнократно спроведена у Јерменији, у циљу обезбеђења потрепштина за Хулагуову војску. Поред пшенице, вина и пиринча, тада је од сваке одрасле мушке главе тражена и по једна стрела и потковица. Појава ових изузетних намета називаних кубчур (qübčür) посведочена је и на Далеком истоку.
У време док је Сартак био очев савладар дошло је и до одметања Данила, кнеза Галича. Монголски утицај у западноруским земљама није био тако јак, па је кнез заузео нови политички курс. Године 1253. он је у Дрохичину крунисан за краља Русије круном коју је добио из Рима. У међувремену, он се приближио Угарској и измирио са Литванцима, оженивши свог сина кћерком њиховог моћног кнеза Миндаугаса. На руско-татарској граници то је неизбежно довело до сукоба у којима је Данило имао успеха поразивши беглербега Курумишија. За Сартаковог живота Данило Галички није враћен у стање покорности.

## Кан Златне хорде
Вест о очевој смрти затекла је Сартака у Каракоруму, где је био гост великог кана. Монгке му је формално потврдио наследство над очевином. Отпустио га је са огромним богатством, достојним некаквог великог краља, дао му звање другог човека у Царству и увећао је његову моћ чак и у односу на ону коју је имао Бату. Тиме је јавно прокламован континуитет претходно успостављеног дихотомног устројства империје, али Сартаку није било суђено да ужива у свом новом положају. Надживео је свог оца нешто више од годину дана. Киракос из Ганџe је приметио да је након вести о његовој смрти међу свим хришћанима завладала туга коју су једнако делили велики кан Монгке и његов брат Хулагу. Вардан је био под још јачим емотивним утиском:
Његова смрт је веома ражалостила хришћане, јер он је био савршени хришћанин и спасилац, како многих људи из његовог народа који су примили хришћанску веру, тако и других.
Сумњало се, вероватно с правом, да га је отровао његов стриц Берке.
Сартаков прерани одлазак са историјске позорнице означио је почетак прве дубоке кризе у земљама Џучијевих потомака. Наследио га је малолетни Улагчи, можда његов син, а можда брат.

## Потомство
Персијски историчари Џувејни, Сартаков савременик, и Васаф и Хамдалах Казвини, који су деловали нешто касније, сматрају Улагчијa Сартаковим сином, Рашид ал-Дин тврди да Сартак није имао синова и тврди да је Улагчи био његов брат. У персијском генеалошком тексту Муиз ал-Ансаб, састављеном током прве половине XV века, помињу се два Сартакова сина Туктува и Хукчи о којима ништа ближе није познато. У сваком случају, у борби за власт која се повела после његове смрти, вероватно су страдали сви његови потомци. Од Сартаковог потомства остала је само једна кћерка, која се 1257. год. удала за белоозерског кнеза Глеба Васиљковича и по крштењу добила име Теодора. Међутим, руски летописци говоре о Глебовој супрузи као о ординској принцези, без спомена њеног оца. Због тога постоји резерва према устаљеном становишту да је она била Сартакова кћер.

## Породично стабло
|  |                               |  |  |  |  |  |  |  |  |  |  |  |  |  |  |  |
|  | 16. Јесугеј                   |  |  |  |  |  |  |  |  |  |  |  |  |  |  |  |
|  |                               |  |  |  |  |  |  |  |  |  |  |  |  |  |  |  |
|  |                               |  |  |  |  |  |  |  |  |  |  |  |  |  |  |  |
|  | 8. Џингис-кан, Велики кан     |  |  |  |  |  |  |  |  |  |  |  |  |  |  |  |
|  |                               |  |  |  |  |  |  |  |  |  |  |  |  |  |  |  |
|  |                               |  |  |  |  |  |  |  |  |  |  |  |  |  |  |  |
|  | 17. Хоелун                    |  |  |  |  |  |  |  |  |  |  |  |  |  |  |  |
|  |                               |  |  |  |  |  |  |  |  |  |  |  |  |  |  |  |
|  |                               |  |  |  |  |  |  |  |  |  |  |  |  |  |  |  |
|  | 4. Џучи                       |  |  |  |  |  |  |  |  |  |  |  |  |  |  |  |
|  |                               |  |  |  |  |  |  |  |  |  |  |  |  |  |  |  |
|  |                               |  |  |  |  |  |  |  |  |  |  |  |  |  |  |  |
|  | 18. Деј-Сечен                 |  |  |  |  |  |  |  |  |  |  |  |  |  |  |  |
|  |                               |  |  |  |  |  |  |  |  |  |  |  |  |  |  |  |
|  |                               |  |  |  |  |  |  |  |  |  |  |  |  |  |  |  |
|  | 9. Борте                      |  |  |  |  |  |  |  |  |  |  |  |  |  |  |  |
|  |                               |  |  |  |  |  |  |  |  |  |  |  |  |  |  |  |
|  |                               |  |  |  |  |  |  |  |  |  |  |  |  |  |  |  |
|  | 19. Чотан                     |  |  |  |  |  |  |  |  |  |  |  |  |  |  |  |
|  |                               |  |  |  |  |  |  |  |  |  |  |  |  |  |  |  |
|  |                               |  |  |  |  |  |  |  |  |  |  |  |  |  |  |  |
|  | 2. Бату-кан, кан Златне хорде |  |  |  |  |  |  |  |  |  |  |  |  |  |  |  |
|  |                               |  |  |  |  |  |  |  |  |  |  |  |  |  |  |  |
|  |                               |  |  |  |  |  |  |  |  |  |  |  |  |  |  |  |
|  | 5. Уки-катун                  |  |  |  |  |  |  |  |  |  |  |  |  |  |  |  |
|  |                               |  |  |  |  |  |  |  |  |  |  |  |  |  |  |  |
|  |                               |  |  |  |  |  |  |  |  |  |  |  |  |  |  |  |
|  | 1. Сартак-кан                 |  |  |  |  |  |  |  |  |  |  |  |  |  |  |  |
|  |                               |  |  |  |  |  |  |  |  |  |  |  |  |  |  |  |
|  |                               |  |  |  |  |  |  |  |  |  |  |  |  |  |  |  |
|  | 3. Боракчин-катун             |  |  |  |  |  |  |  |  |  |  |  |  |  |  |  |
|  |                               |  |  |  |  |  |  |  |  |  |  |  |  |  |  |  |
|  |                               |  |  |  |  |  |  |  |  |  |  |  |  |  |  |  |